# A Erva do Diabo

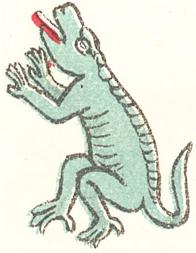
Pictograma de um lagarto (Cuetzpalin) de um dos calendários astecas tonalpohualli. O lagarto faz parte de um dos rituais realizados com a Datura descritos no livro "A Erva do Diabo".

The Teachings of Don Juan: A Yaqui Way of Knowledge (lançado no Brasil com o título A Erva do Diabo) é um livro do antropólogo e escritor peruano Carlos Castaneda. No livro, lançado em 1968 a partir da dissertação de mestrado  apresentada pelo autor à  Universidade da Califórnia, Castaneda descreve a utilização da planta Datura inoxia (popularmente conhecida como "erva-do-diabo") em  rituais mágicos de origem ameríndia.

## Repercussão
Segundo documentário sobre Carlos Castaneda realizado pela British Broadcasting Corporation, o livro, na época de sua publicação, chegou a vender cerca de 16 000 exemplares por semana, merecendo, inclusive, a capa da  revista Time Magazine em março de 1973.

## Controvérsias
Até hoje, o livro gera controvérsias. Seus defensores alegam que, embora possa conter eventuais elementos  ficcionais, o livro expressa valores filosóficos importantes. Seus detratores, por outro lado, alegam que o escritor, na época um estudante de antropologia da Universidade da Califórnia (UCLA), com alguma experiência de trabalho de campo e pesquisas bibliográficas sobre a etnologia de povos americanos, criou um texto que simulava um estudo de observação participante com integrantes da cultura Yaqui, publicando este como se realmente fosse uma pesquisa etnográfica.

## A narrativa de Carlos Castaneda
O livro relata os primeiros encontros com Don Juan Matus, um índio de Sonora, que veio a ser o seu mestre no que era denominado pelo índio de "Caminho do Conhecimento". Relata também o quanto foi difícil para ele, um representante da sociedade americana, compreender os valores de Don Juan, que se comportava de acordo com a cultura milenar dos chamados "Videntes" da América Central.
Por parte de Carlos Castaneda, a assimilação dos conhecimentos dos índios e particularmente de seu personagem - informante, Don Juan Matus, tinha por objetivo a realização de um estudo antropológico para sua tese de mestrado, sobre a cultura indígena da América Central, com o fim de publicar livros e outros trabalhos acadêmicos. O paradigma de Carlos Castaneda naquela época, sobre o mundo e a vida em geral, era o da grande maioria dos cidadãos ocidentais mais instruídos, isto é, o uso do referencial científico para explicar a realidade.
O índio Don Juan tinha o objetivo de provocar uma quebra no padrão cognitivo habitual de Castaneda e levá-lo a vislumbrar a existência de outros padrões da realidade. A capacidade de vislumbrar outros padrões da realidade é um dos principais objetivos dos Videntes ou "homens de conhecimento", como designados no livro..
Os eventos que chamam a atenção da maioria dos leitores - mas não o objetivo principal do livro - são os relatos de Castaneda sobre os rituais dos pueblos de Sonora do México, nos quais utilizavam alucinógenos preparados a partir de plantas em suas formas originais, maceradas, ou mesmo in natura como mastigação de botões de cactos. Essas plantas têm marcantes propriedades psicoativas de expansão da percepção habitual, e por isso os índios as chamam de "Plantas de Poder". Observe-se que os descendentes dos Yaquis, segundo pesquisa do referido documentário da BBC, 2006 não utilizam o cacto peiote em seus rituais, mas é comum entre xamãs o contato intertribal e assimilação de práticas de outros grupos inclusive, como se sabe, da cultura dos colonizadores.  
Sobre a Datura, planta que dá nome a esse livro no Brasil, Castaneda escreveu:
A erva-do-diabo tem quatro cabeças: a raiz, a haste e as folhas, as flores, e as sementes. Cada qual é diferente, e quem a tornar sua aliada tem de aprender a respeito delas nessa ordem. A cabeça mais importante está nas raízes. O poder da erva-do-diabo é conquistado por meio de suas raízes. A haste e as folhas são a cabeça que cura as moléstias; usada direito, essa cabeça é uma dádiva para a humanidade. A terceira cabeça fica nas flores e é usada para tornar as pessoas malucas ou para fazê-las obedientes, ou para matá-Ias. O homem que tem a erva por aliada nunca absorve as flores, nem mesmo a haste e as folhas, a não ser no caso de ele mesmo estar doente; mas as raízes e as sementes são sempre absorvidas; especialmente as sementes, que são a quarta cabeça da erva-do-diabo e a mais poderosa das quatro. "Meu benfeitor dizia que as sementes são a "cabeça sóbria': ...a única parte que poderia fortalecer o coração do homem. A erva-do-diabo é dura com seus protegidos, dizia ele, porque pretende matá-Ios depressa, coisa que geralmente consegue antes de eles descobrirem os segredos da "cabeça sóbria". 
A ingestão das Plantas de Poder não era para Don Juan, um método eficiente para a evolução dos seus aprendizes. Foi somente a primeira tentativa de uma série de muitas outras diferentes que utilizou, para que Castaneda assimilasse, ao longo de anos, o nexo da complexa e rica cultura milenar dos "Videntes". Nas fases seguintes do aprendizado, as Plantas de Poder deixaram de ser utilizadas em favor de intensas práticas realizadas diretamente na vida cotidiana.

## Críticas à obra
O título do livro no Brasil, "A Erva do Diabo", gerou um desvio na compreensão do sentido original da obra, que enfatiza os ensinamentos de Don Juan - The Teachings of Don Juan: A Yaqui Way of Knowledge" ("Os Ensinamentos de Don Juan: O Caminho Yaqui do Conhecimento").
A gradativa compreensão e aprofundamento nos elementos cognitivos que antes eram propagados somente entre os mestres e aprendizes, num processo de iniciação, foram relatados também nos outros livros da obra de Carlos Castaneda, que em termos de ciência social, afasta-se da condição de observador participante para tornar-se um iniciado (convertido). Segundo Beyer fundamentando-se em sua própria experiência de autor, com pesquisa de campo em antropologia do uso de plantas psicodélicas, na referida pesquisa da BBC (2006) e na extensa reportagem de Marshal no Salon Media Group, 2007 : Castaneda progressivamente se afastou da antropologia para pura ficção e mistificação desde seu terceiro livro, com nenhuma contribuição para o conhecimento dos povos "pesquisados".

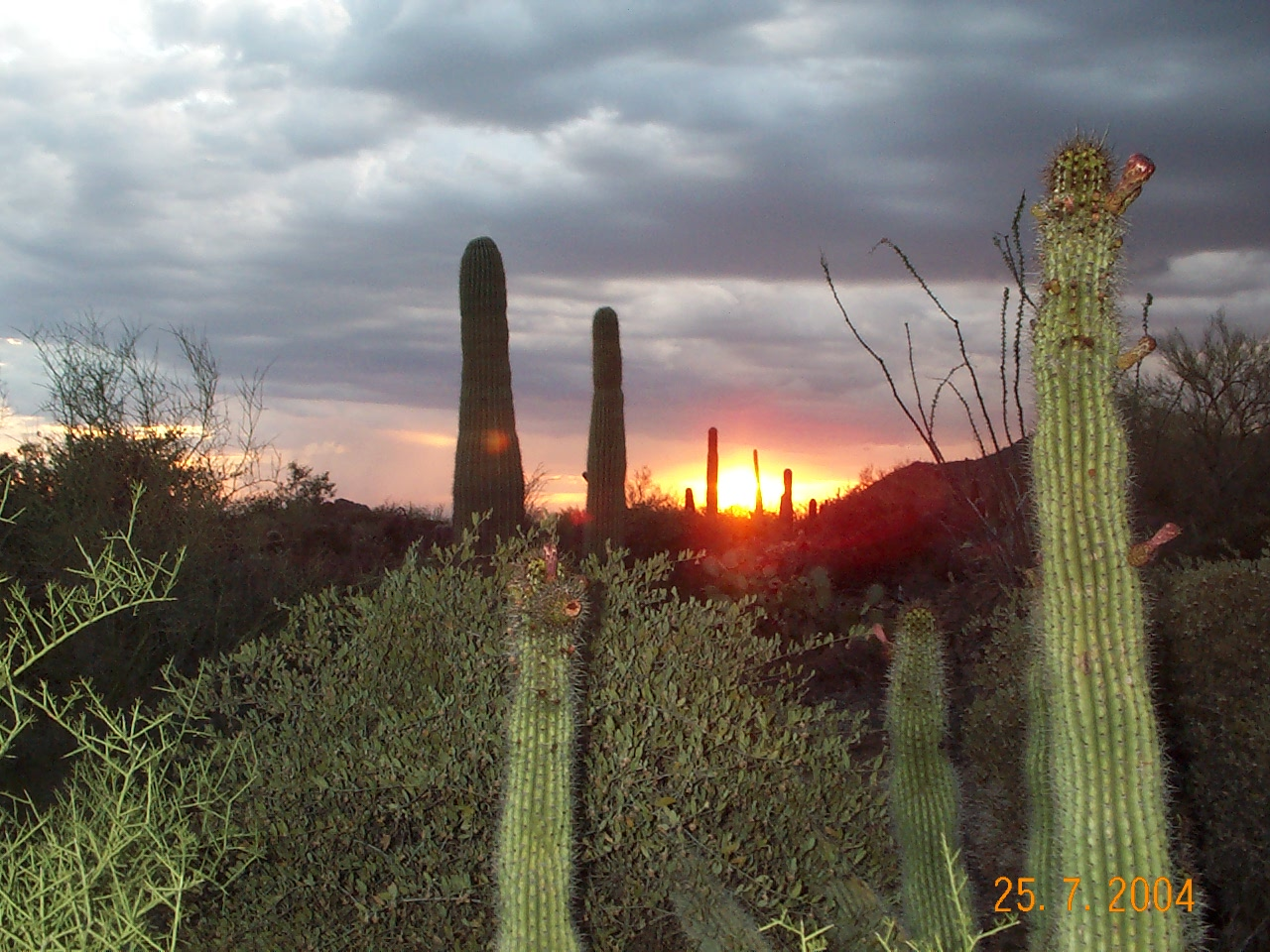
Deserto de Sonora onde vivem Pueblos Yaquis

O Livro
Prefácio de Walter Goldschmidt, antropólogo Prof. da UCLA
Introdução
Parte Um: Os ensinamentos
Parte Dois: Uma análise estrutural
Apêndices
(A) O processo de comprovar (o consenso especial)
(B) Esboço de análise estrutural